# Verfassung für Württemberg-Hohenzollern
Die Verfassung für Württemberg-Hohenzollern vom 18. Mai 1947 wurde durch das Gesetz vom 11. Dezember 1951 (RegBl. S. 127) geändert und durch Artikel 94 Absatz 2 der Verfassung des Landes Baden-Württemberg vom 11. November 1953 aufgehoben. Württemberg-Hohenzollern ging am 25. April 1952 im Bundesland Baden-Württemberg auf.